# Ghetto

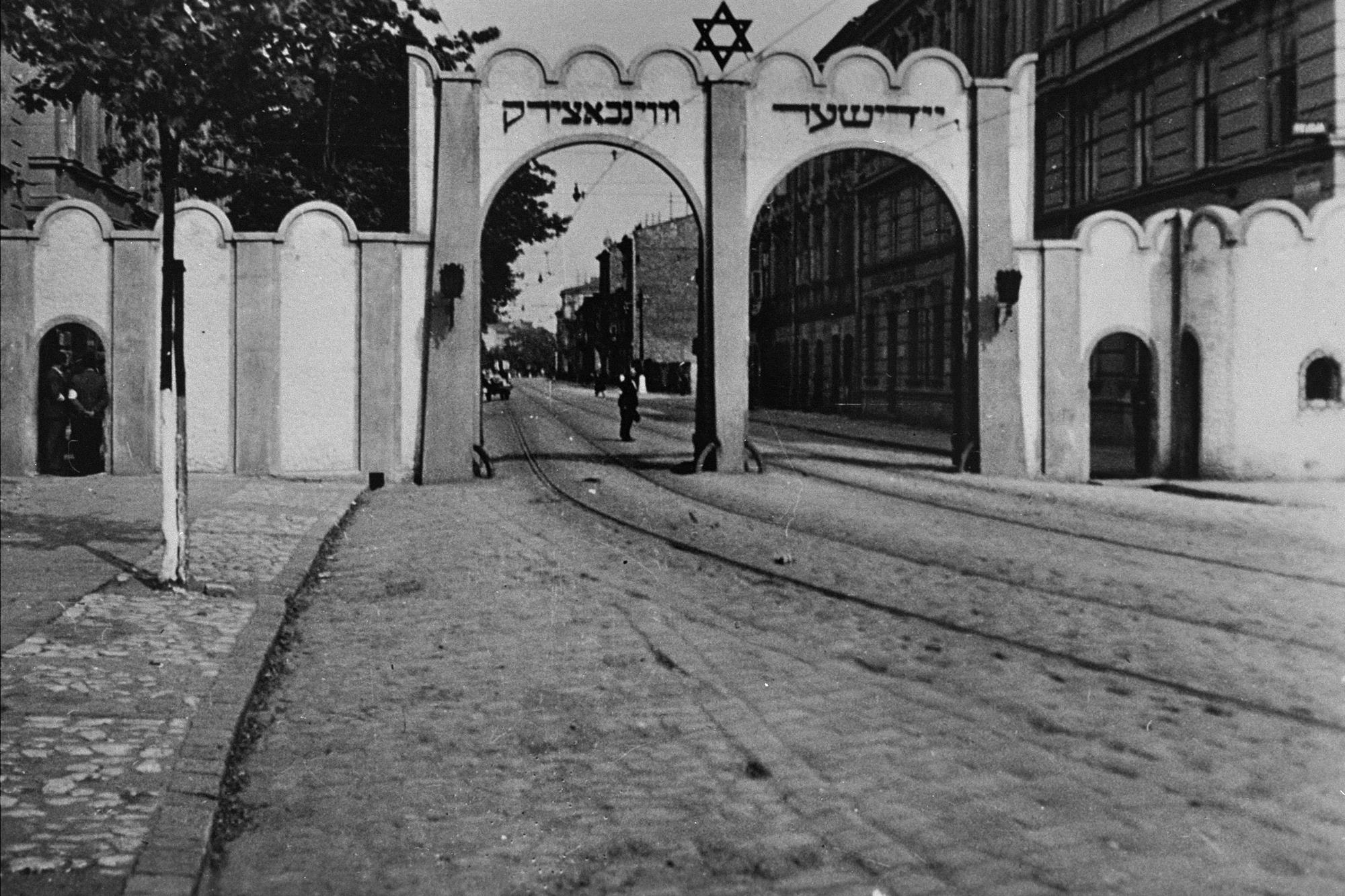
Krakovské ghetto

Ghetto je část města, většinou vykázaná majoritou obyvatelstva té které minoritě, tedy místo kde žijí lidé stejného náboženského, národnostního či rasového původu ap., a to buď dobrovolně nebo nedobrovolně. 

## Židovská ghetta

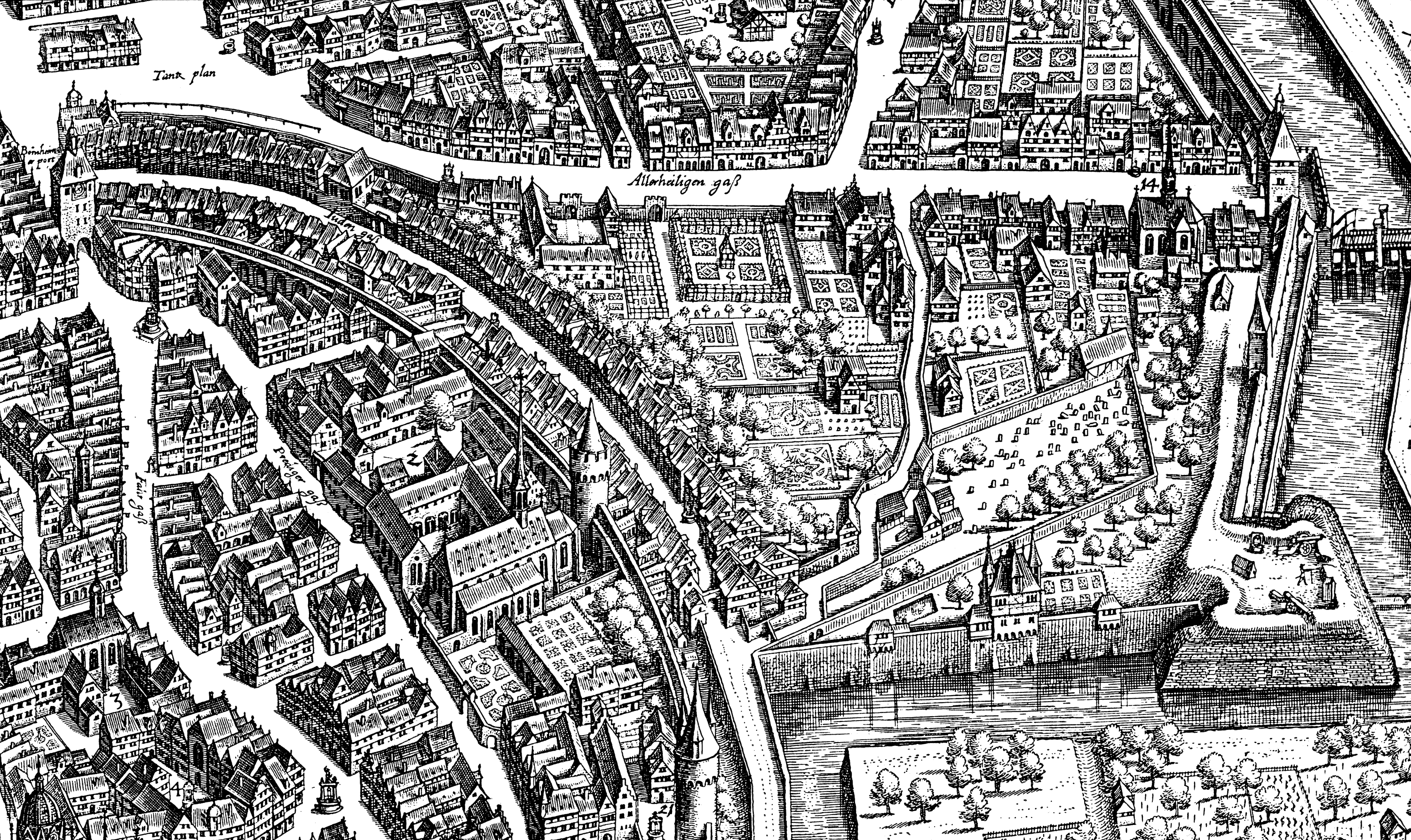
Frankfurt nad Mohanem: detail Merianova plánu s Judengasse (židovské ghetto) a Dominikanerkloster (klášter dominikánského řádu)

Židovské čtvrti, více či méně oddělené od okolního křesťanského osídlení, existovaly v Evropě již od raného středověku. Název ghetto označoval uzavřené čtvrti měst, kde museli žít Židé. První čtvrť označovaná jako ghetto, nová, zcela segregovaná židovská čtvrť, byla zřízena v Benátkách roku 1516, po vydání restrikcí papežskou bulou Cum nimis absurdum. Podle Ghetto Nuovo (někdy vykládáno z it. jako Nová slévárna) se začaly nazývat i ostatní uzavřené židovské čtvrti, které vznikaly i na mnoha jiných místech v Evropě. Nejvýznamnější české ghetto bylo Židovské město v Praze, až po jeho zrušení nazvané Josefov.
Uzavřená, oddělená ghetta byla rušena v 19. století v důsledku sekularizace a rozvoje občanské společnosti. Mnohde si bývalá ghetta uchovala svou specifickou podobu, například čtvrť v Třebíči, památka UNESCO, jinde byla radikálně přestavěna, jako v případě pražské asanace.
Znovu byla uzavřená ghetta zavedena ve 20. století německými nacisty za druhé světové války v rámci plánu na konečné řešení židovské otázky, kdy sloužila jako shromaždiště Židů před jejich transportem do koncentračních táborů. Mezi největší a nejvýznamnější patřila ghetta na polském území, ghetto ve Varšavě, v Krakově, v Lodži, ale také například ghetto v Terezíně.

## Další ghetta
Po druhé světové válce se jako ghetta začaly v rozvinutých zemích označovat předměstské čtvrti, kde převládli obyvatelé přistěhovalí z rozvojových zemí, převážně z Afriky a Asie. Takových oblastí přibývá v Evropě, Severní i Jižní Americe. Jsou centry mnoha nepokojů (Los Angeles v 80. letech, pařížské Clichy-sous-Bois a další). Existence takových ghett v Evropě je považována za nedostatečně zvládnutý problém začleňování přistěhovalců do majoritní společnosti. [zdroj⁠?!] Tento problém řeší celá západní Evropa, hlavně ale Francie a Německo.[zdroj⁠?!]
Ghetta existovala a existují i ve střední Evropě, například v Česku mostecké sídliště Chanov, či na Slovensku Luník IX v Košicích. Jedná se o čtvrti s převážně romským obyvatelstvem.[zdroj⁠?!]